# مابالاكات
مابالاكات (بالإنجليزية: City of Mabalacat) هي مدينة في الفلبين، تتبع بامبانغا، بلغ عدد سكانها 250٬799  نسمة، في 2015، تبلغ مساحتها 83٫18 كيلومتر مربع، رمزها البريدي هو 2010.

## الموقع
تشترك في الحدود مع:
- Bamban [الإنجليزية]‏.

## المناخ
يظهر الجدول التالي التغييرات المناخية على مدار السنة لمابالاكات:
| البيانات المناخية لـمابالاكات     | البيانات المناخية لـمابالاكات | البيانات المناخية لـمابالاكات | البيانات المناخية لـمابالاكات | البيانات المناخية لـمابالاكات | البيانات المناخية لـمابالاكات | البيانات المناخية لـمابالاكات | البيانات المناخية لـمابالاكات | البيانات المناخية لـمابالاكات | البيانات المناخية لـمابالاكات | البيانات المناخية لـمابالاكات | البيانات المناخية لـمابالاكات | البيانات المناخية لـمابالاكات | البيانات المناخية لـمابالاكات |
| الشهر                             | يناير                         | فبراير                        | مارس                          | أبريل                         | مايو                          | يونيو                         | يوليو                         | أغسطس                         | سبتمبر                        | أكتوبر                        | نوفمبر                        | ديسمبر                        | المعدل السنوي                 |
| --------------------------------- | ----------------------------- | ----------------------------- | ----------------------------- | ----------------------------- | ----------------------------- | ----------------------------- | ----------------------------- | ----------------------------- | ----------------------------- | ----------------------------- | ----------------------------- | ----------------------------- | ----------------------------- |
| الدرجة القصوى °م (°ف)             | 33.5 (92.3)                   | 34.9 (94.8)                   | 36.5 (97.7)                   | 37.0 (98.6)                   | 37.0 (98.6)                   | 35.6 (96.1)                   | 34.6 (94.3)                   | 34.6 (94.3)                   | 34.1 (93.4)                   | 33.9 (93.0)                   | 33.8 (92.8)                   | 34.0 (93.2)                   | 37.0 (98.6)                   |
| متوسط درجة الحرارة الكبرى °م (°ف) | 30.1 (86.2)                   | 31.0 (87.8)                   | 32.6 (90.7)                   | 34.0 (93.2)                   | 32.7 (90.9)                   | 31.5 (88.7)                   | 30.6 (87.1)                   | 30.1 (86.2)                   | 30.5 (86.9)                   | 31.1 (88.0)                   | 31.0 (87.8)                   | 30.2 (86.4)                   | 31.3 (88.3)                   |
| المتوسط اليومي °م (°ف)            | 25.3 (77.5)                   | 25.9 (78.6)                   | 27.2 (81.0)                   | 28.6 (83.5)                   | 28.3 (82.9)                   | 27.6 (81.7)                   | 27.0 (80.6)                   | 26.8 (80.2)                   | 26.9 (80.4)                   | 27.0 (80.6)                   | 26.7 (80.1)                   | 25.8 (78.4)                   | 26.9 (80.4)                   |
| متوسط درجة الحرارة الصغرى °م (°ف) | 20.5 (68.9)                   | 20.7 (69.3)                   | 21.8 (71.2)                   | 23.2 (73.8)                   | 23.9 (75.0)                   | 23.6 (74.5)                   | 23.5 (74.3)                   | 23.5 (74.3)                   | 23.2 (73.8)                   | 23.0 (73.4)                   | 22.4 (72.3)                   | 21.3 (70.3)                   | 22.6 (72.7)                   |
| أدنى درجة حرارة °م (°ف)           | 15.8 (60.4)                   | 16.9 (62.4)                   | 17.9 (64.2)                   | 19.5 (67.1)                   | 19.8 (67.6)                   | 20.8 (69.4)                   | 21.1 (70.0)                   | 21.7 (71.1)                   | 20.0 (68.0)                   | 19.5 (67.1)                   | 17.4 (63.3)                   | 17.0 (62.6)                   | 15.8 (60.4)                   |
| معدل هطول الأمطار مم (إنش)        | 17.4 (0.69)                   | 18.6 (0.73)                   | 28.4 (1.12)                   | 65.0 (2.56)                   | 221.8 (8.73)                  | 241.2 (9.50)                  | 422.6 (16.64)                 | 429.4 (16.91)                 | 293.1 (11.54)                 | 177.0 (6.97)                  | 78.0 (3.07)                   | 34.2 (1.35)                   | 2٬026٫8 (79.80)               |
| متوسط الأيام الممطرة (≥ 0.1 mm)   | 3                             | 3                             | 4                             | 7                             | 15                            | 18                            | 22                            | 24                            | 21                            | 12                            | 8                             | 6                             | 143                           |
| متوسط الرطوبة النسبية (%)         | 70                            | 68                            | 66                            | 65                            | 73                            | 80                            | 84                            | 86                            | 85                            | 78                            | 75                            | 72                            | 75                            |
| المصدر: PAGASA                    |                               |                               |                               |                               |                               |                               |                               |                               |                               |                               |                               |                               |                               |

## معرض صور

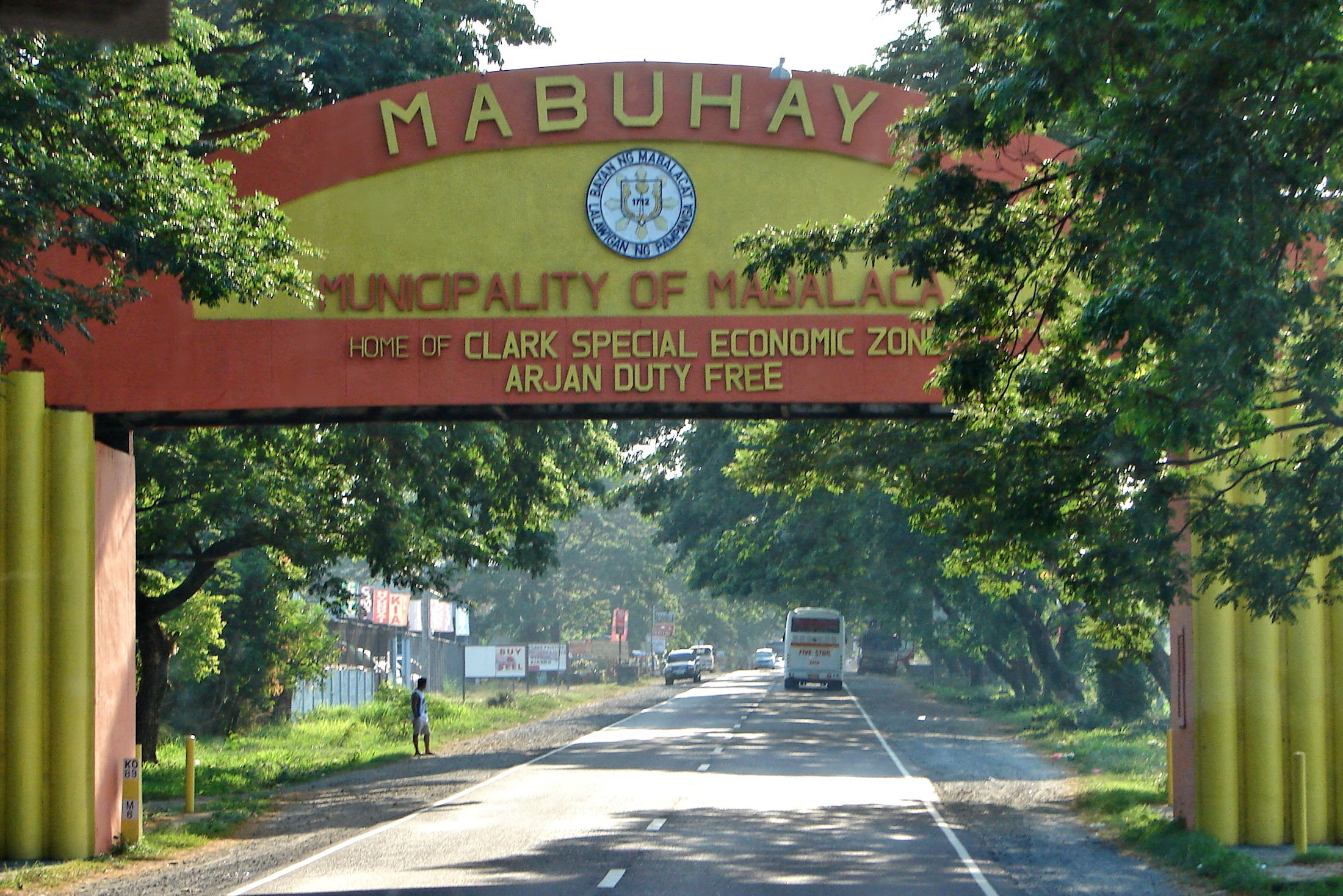
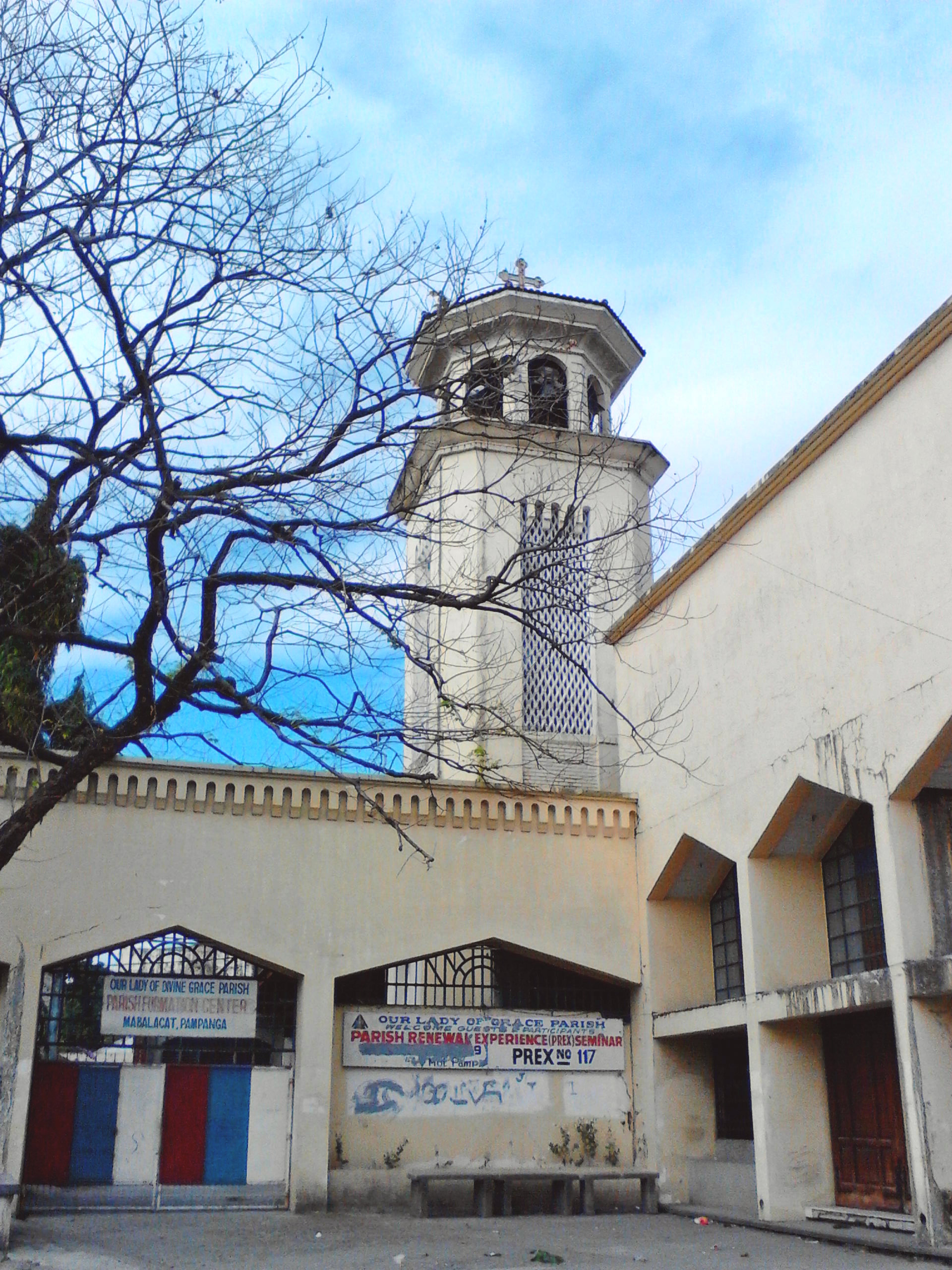
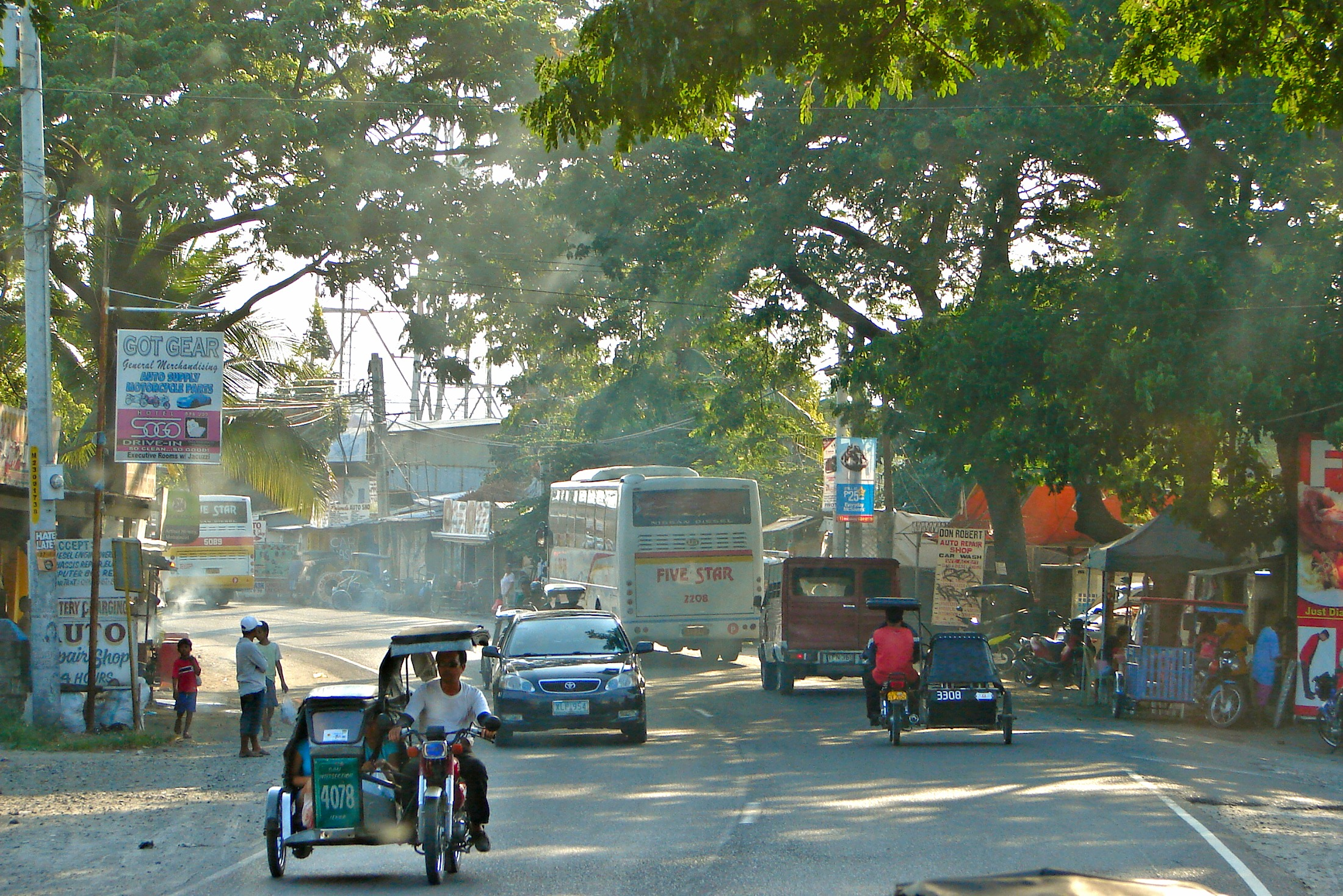
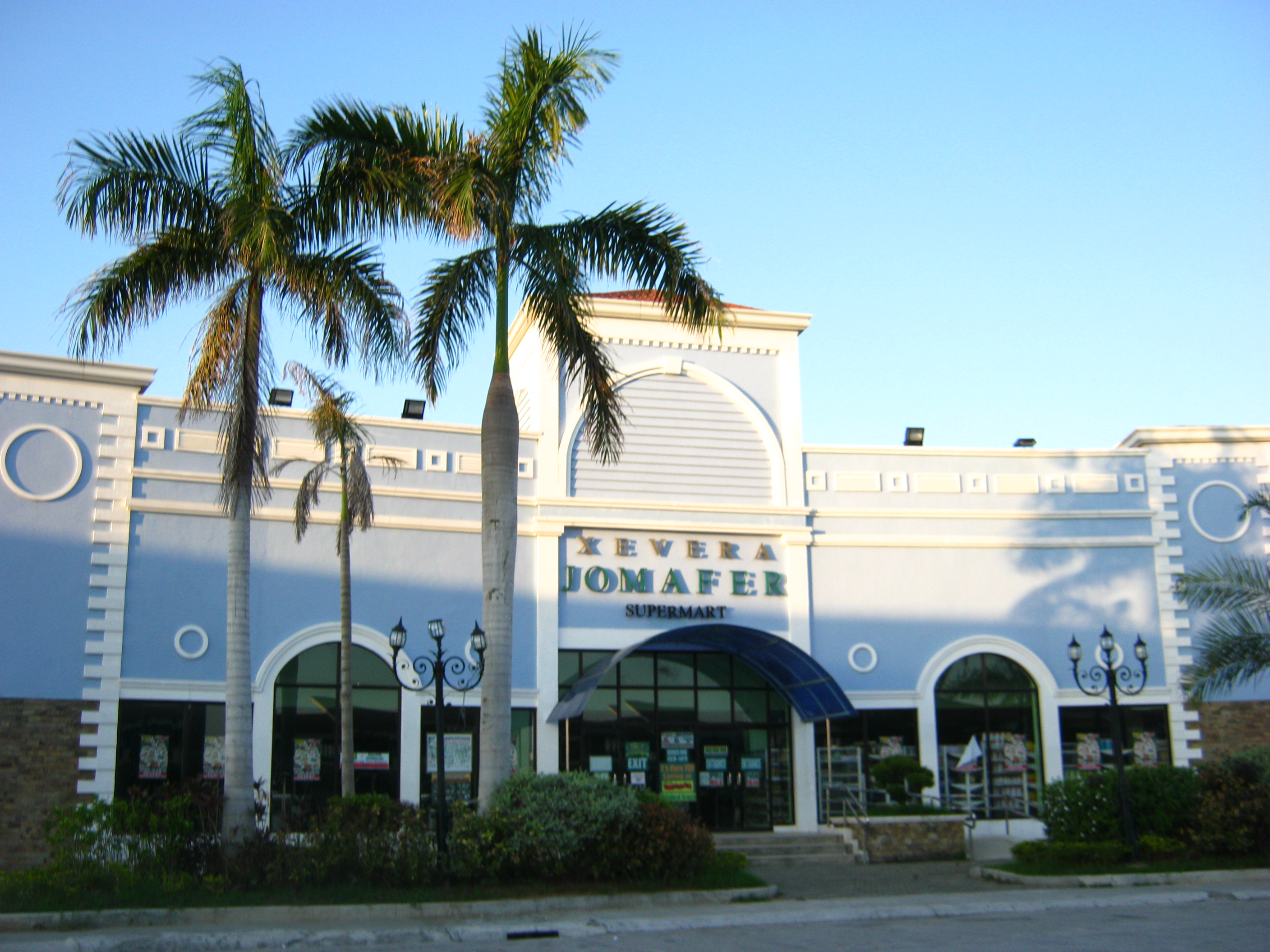

## أعلام
- ميثاق بهادران